# (3359) Пуркари
(3359) Пуркари (лат. Purcari) — типичный астероид главного пояса, открыт 13 сентября 1978 года советским астрономом Николаем Черных в Крымской астрофизической обсерватории и 28 апреля 1991 года назван в честь Пуркары.

## Обнаружение и именование
(3359) Пуркари
Открыт 13 сентября 1978 года в Научном Н. С. Черных.
Назван в честь производителя лучших молдавских вин.
Оригинальный текст (англ.)3359 Purcari
Discovered 1978-09-13 by Chernykh, N. at Nauchnyj.
Named for the producer of the best Moldavian wines.

Источники: DISCOVERY.DB; M.P.C. 18136.

## Орбита

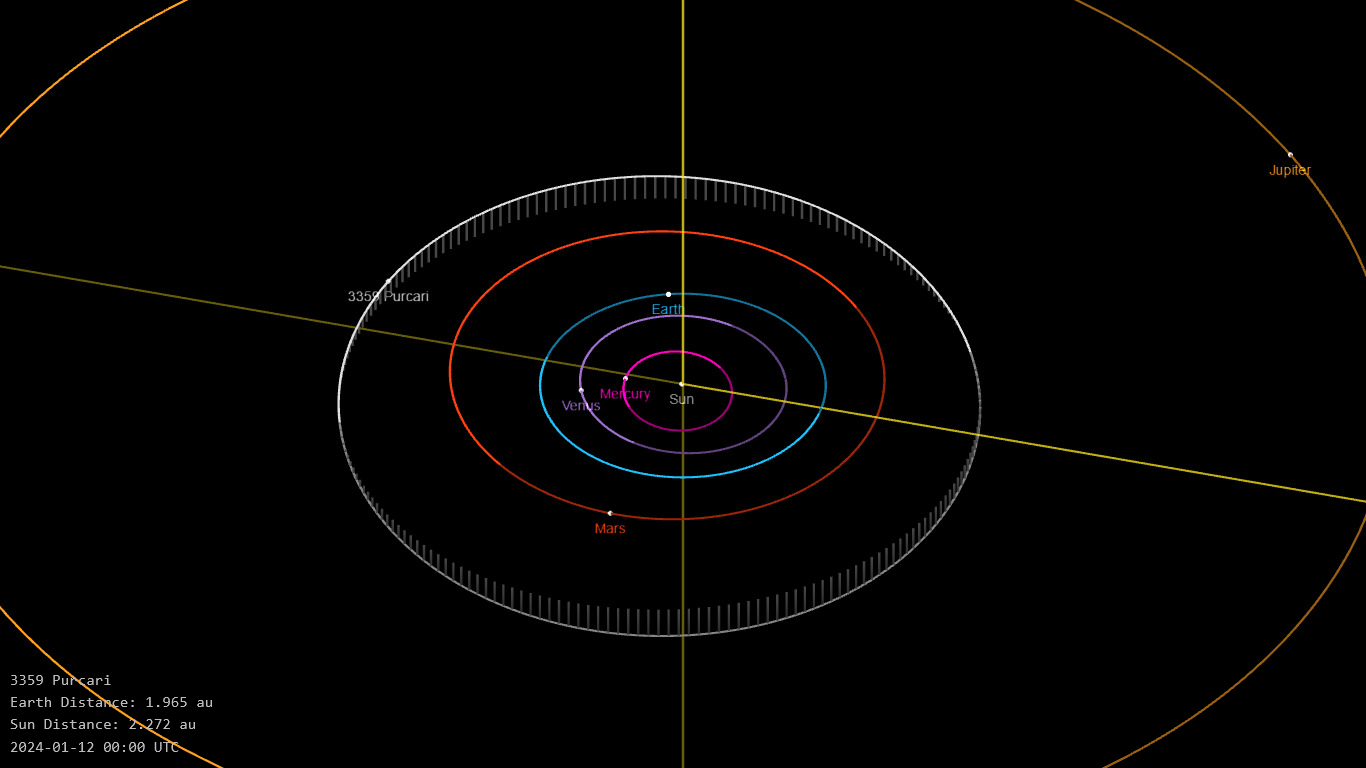
Орбита астероида Пуркари и его положение в Солнечной системе

## Физические характеристики
Астероид относится к таксономическому классу S.
По результатам наблюдений в видимом и ближнем инфракрасном диапазоне космического телескопа NEOWISE диаметр астероида оценивался равным 4,183±0,056 км и 3,87±0,81 км. Согласно тем же источникам альбедо оценивается как 0,3664±0,0636, 0,28±0,13 и 0,366±0,064.